# Підприємства-виробники гірничої техніки
У світі відомо декілька десятків найкрупніших підприємств-виробників, які спеціалізуються на виготовленні гірничої техніки.

## Найбільші підприємства світу
| - «Ведаг»(ФРН), - «СКБ»(ФРН), - «Т.Дж. Ганлек машин»(США), - «Гумбольдт» (ФРН), - «Ренволт» (Англія), - «Крупп індастрі унд штальбау» (ФРН), - «Машиненфабрик Аульман унд Бекшульте» (ФРН), - «Айзенверк Везерхютте АГ»(ФРН), - «Вестфалия Люнен» (ФРН), - «Драгон» (Франція), - «Шипбридж» (Англія), | - «Паркер» (Англія), - «Універсаль» (США), - «Хацемаг» (ФРН), - «Крупп Полизиус АГ» (ФРН), - «Міфама» (Польща), - «Карл Шенк АГ» (ФРН), - «В. Флемріх, спеціальфабрік фюр зібмашінен» (ФРН), - «Х’юіт Робінс» (США), - «Мак–Неллі» (США), - «Могенсон» (Швеція), - «Діса» (Польща). |

## В Україні
В Україні гірнича техніка розробляється в ряді науково-дослідних та конструкторських інститутах Донецька, Дніпропетровська, Луганська та виготовляється на заводі вугільного машинобудування ім. Пархоменка в Луганську, Ясинуватському та Ново-Краматорському машинобудівних заводах, Дніпропетровському заводі гірничо-шахтного обладнання та ін.